# سرو آویسپا
سرو آویسپا (به اسپانیایی: Cerro Avispa) یک کوه در ونزوئلا است که در آمازوناس واقع شده است. سرو آویسپا ۱٬۶۰۰ متر بالاتر از سطح دریا واقع شده است.